# Barlings
Barlings – wieś w Anglii, w hrabstwie Lincolnshire, w dystrykcie West Lindsey. Leży 11 km na wschód od Lincoln i 195 km na północ od Londynu.